# Ломінчар
Ломінчар (ісп. Lominchar) — муніципалітет в Іспанії, у складі автономної спільноти Кастилія-Ла-Манча, у провінції Толедо. Населення — 2057 осіб (2010).
Муніципалітет розташований на відстані близько 42 км на південний захід від Мадрида, 26 км на північ від Толедо.
На території муніципалітету розташовані такі населені пункти: (дані про населення за 2010 рік)
- Ломінчар: 1982 особи
- Лас-Ларгас: 47 осіб
- Ла-Палома: 28 осіб

## Демографія
Динаміка населення (INE ):

## Галерея зображень

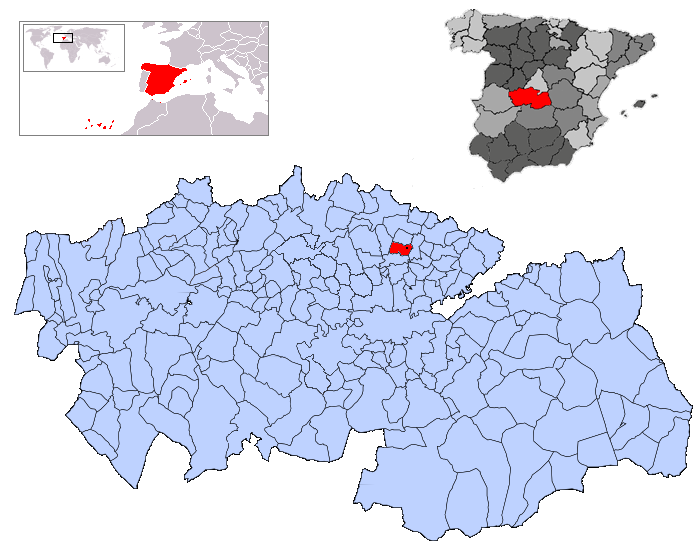
Розташування муніципалітету у провінції Толедо